# David Pièrre Giottino Humbert de Superville
David Pièrre Giottino Humbert de Superville (Den Haag, 18 juli 1770 – Leiden, 9 januari 1849) was een Nederlands kunstenaar en geleerde. Hij was tekenaar, lithograaf, etser en portretschilder en schreef ook over kunst, waaronder het invloedrijke Essai sur les signes inconditionnels dans l'art (Leiden, 1827).

## Leven
D.P.G. Humbert de Superville was een zoon van Jean Humbert, een Nederlandse kunstschilder van Zwitserse en Franse komaf. Zijn broer, militair ingenieur Jean Emile Humbert, herontdekte de verdwenen stad Carthago. Humbert de Supervilles aangenomen naam Giottino was oorspronkelijk een bijnaam die hij in Italië kreeg omdat zijn werk overeenkomsten toonde met de Italiaanse meester Giotto. Hij gebruikte ook de achternaam de Superville van zijn grootmoeder Emilie de Superville, dochter van de in 1685 naar Nederland gevluchte Franse calvinistische theoloog Daniël de Superville.
In 1781 werd hij lid van kunstenaarsgenootschap Pictura Hagensis. In Den Haag werd hij opgeleid door zijn vader. Van 1789 tot 1801 verbleef hij in Rome, waar hij onder meer werkzaam was als assistent van de Britse kunstenaar William Young Ottley en beïnvloed werd door de Nederlandse schilder Hendrik Voogd. Van 1795 tot 1798 verbleef hij tijdelijk in Florence. Nadat in 1800 de Kerkelijke Staat hersteld werd, moest hij Rome verlaten vanwege zijn steun voor de Franse revolutionaire troepen die de stad in 1798 hadden bezet. Daarna verbleef hij tot 1803 in Frankrijk en van 1803 tot 1805 in Amsterdam. Van 1805 tot 1809 was hij leraar aan de cadettenschool in Rotterdam, waarna hij korte tijd in Enkhuizen woonde. In 1812 ging hij in Leiden wonen, waar hij doceerde aan de universiteit. Hij was directeur van de Leidse tekenacademie Ars Aemula Naturae (1814-1823) en het in 1822 opgerichte kabinet van prenten, tekeningen en pleisterbeelden (1823-1849).

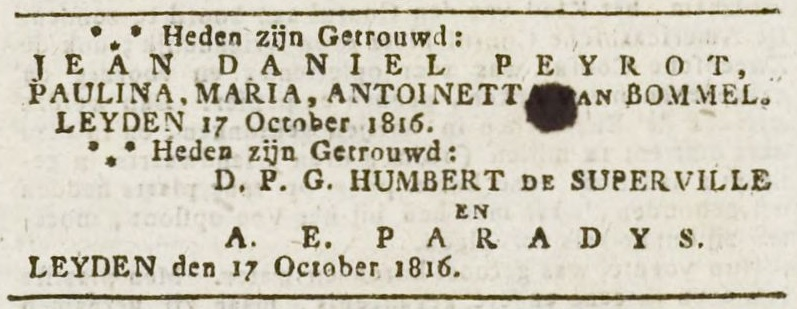
Huwelijksadvertentie in de Leydse Courant, 17 oktober 1816

Humbert de Superville trouwde in 1816 met Elisabeth Paradijs. Ze kregen twee zoons, waarvan een op zeer jonge leeftijd overleed en de ander op 24-jarige leeftijd stierf aan buiktyfus.

## Werk
Hij maakte tekeningen en ontwerpen voor een reuzenstandbeeld van een leeuw in zee voor de kust van Katwijk. Dit beeld werd echter nooit uitgevoerd. De Leidse kunstenaarsvereniging Ars Aemula Naturae ontdekte een gipsen leeuw in haar collectie die bij een aantal tekeningen bleek te horen.
Zijn schilderij van de rechtsgeleerde en staatsman Joan Melchior Kemper uit 1815 is in het bezit van het Rijksmuseum in Amsterdam.

## Portretten
Van Humbert de Superville zijn een aantal portretten gemaakt door zijn stadsgenoot Jacobus Ludovicus Cornet, waaronder het Portret van David Pièrre Giottino Humbert de Superville in het Rijksmuseum en een postuum vervaardigde ets.

## Afbeeldingen

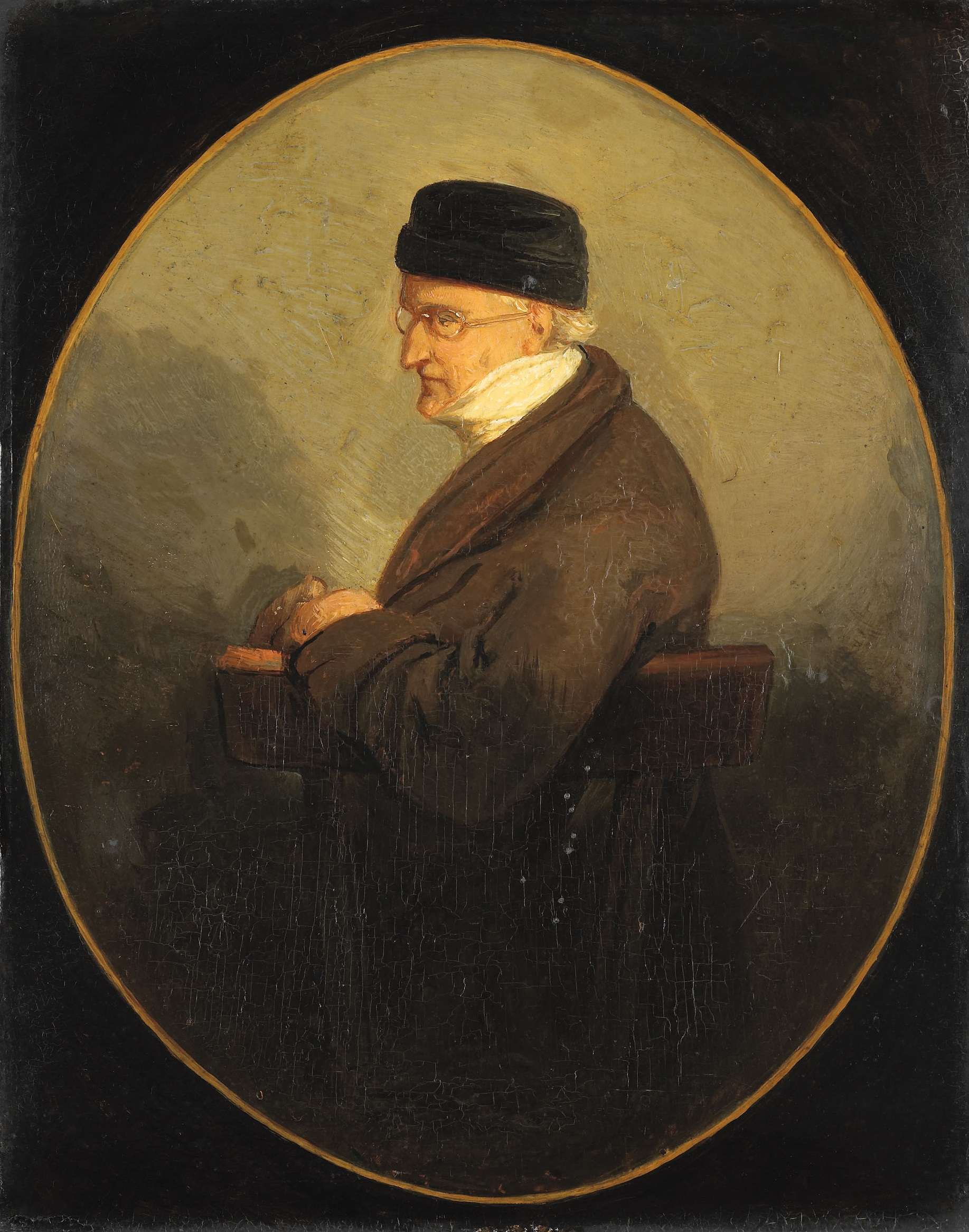
Jacobus Ludovicus Cornet. Portret van David Pièrre Giottino Humbert de Superville. Ca. 1840-1849.
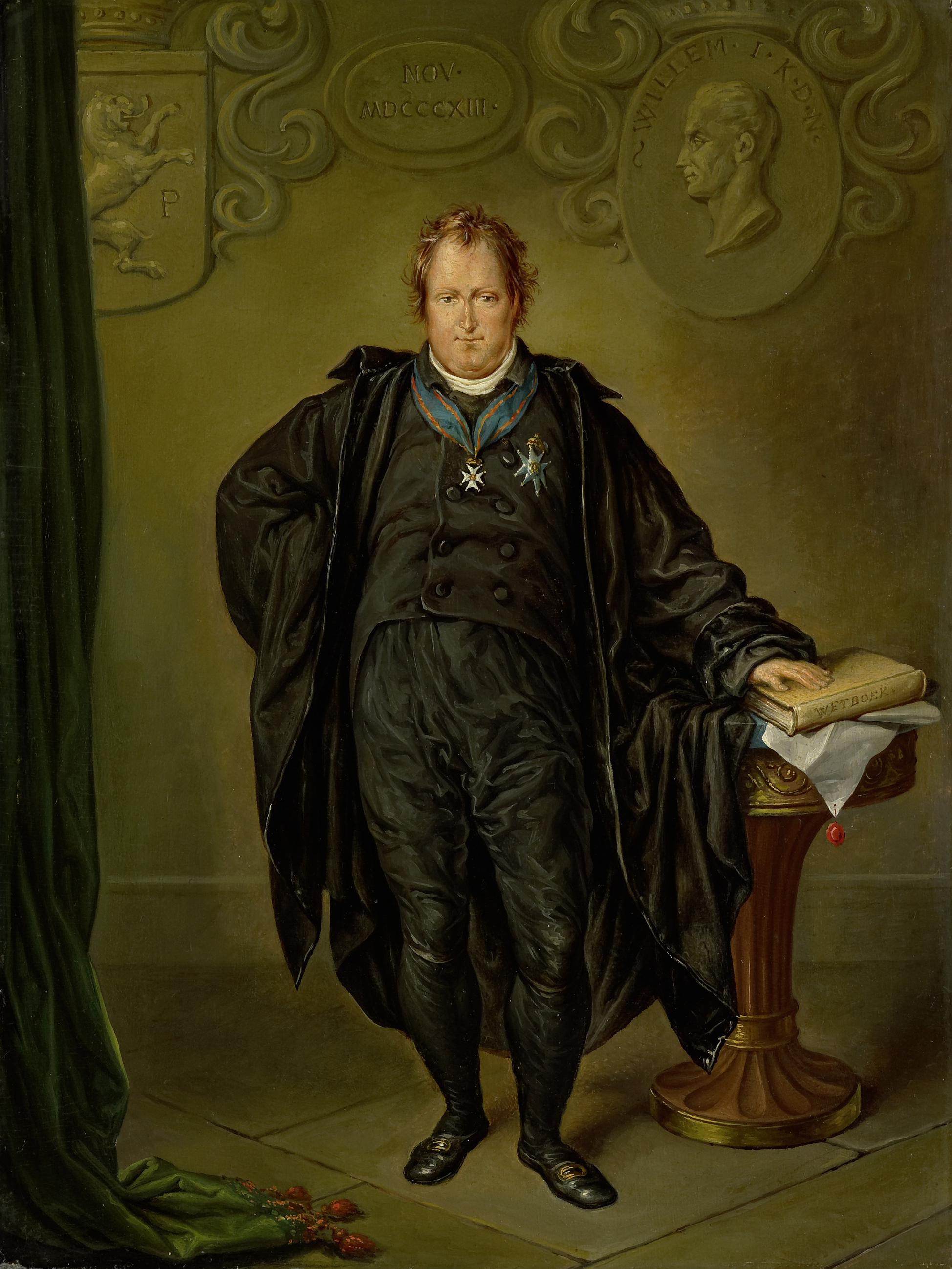
Portret van Johan Melchior Kemper. 1815. Amsterdam, Rijksmuseum Amsterdam
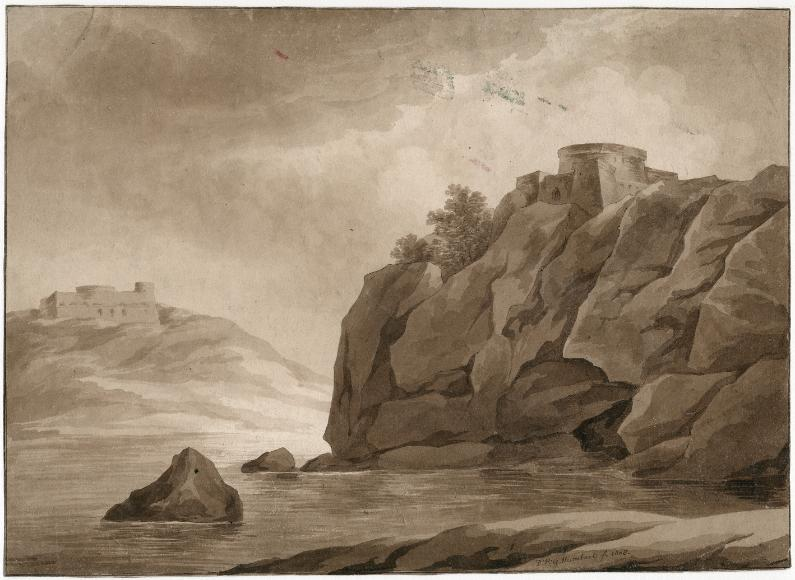
Bijzondere Collecties, Universiteitsbibliotheek Leiden
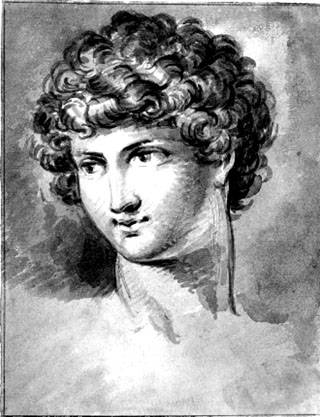
Bijzondere Collecties, Universiteitsbibliotheek Leiden
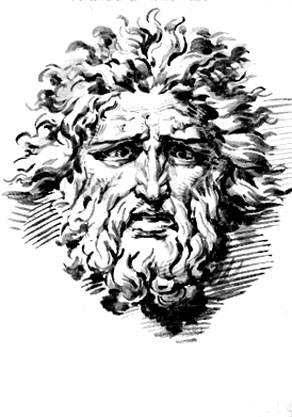
Bijzondere Collecties, Universiteitsbibliotheek Leiden
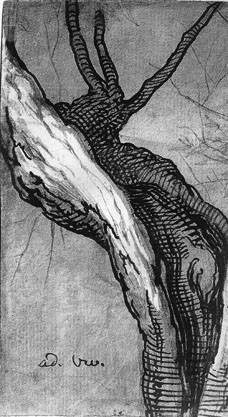
Bijzondere Collecties, Universiteitsbibliotheek Leiden
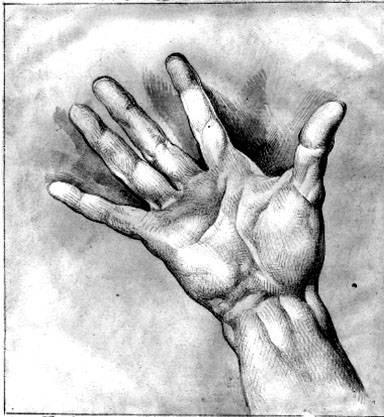
Bijzondere Collecties, Universiteitsbibliotheek Leiden